# Harjesia obscura
Harjesia obscura är en fjärilsart som beskrevs av Butler 1866. Harjesia obscura ingår i släktet Harjesia och familjen praktfjärilar. Inga underarter finns listade i Catalogue of Life.